# Ernst Messerschmid
Ernst Willi Messerschmid, född 21 maj 1945 i Reutlingen, Baden-Württemberg, är en tysk astronaut och fysiker.

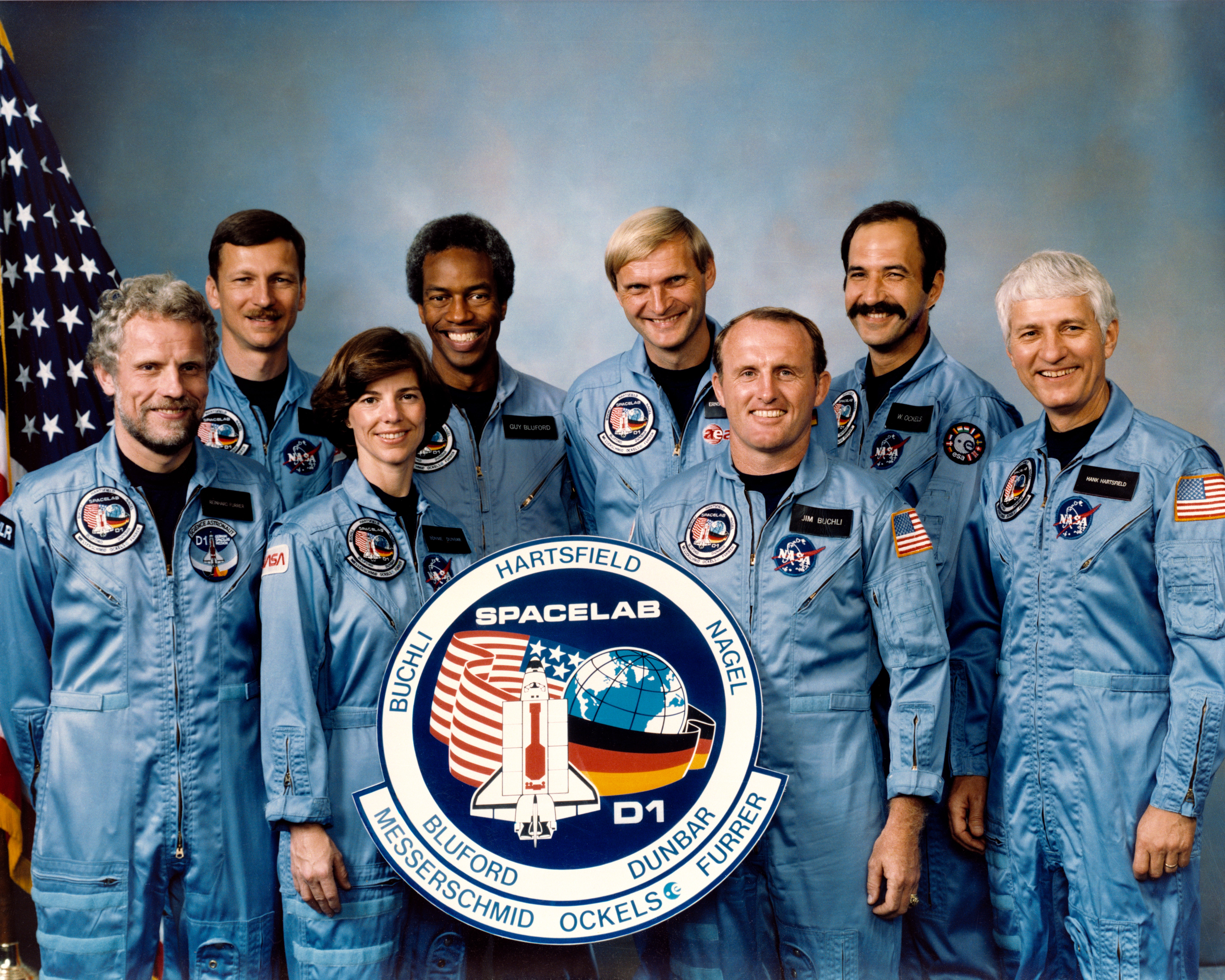
Besättningen till missionen STS-61-A, Ernst Messerschmid är den fjärde från höger.

## Biografi
Messerschmid utbildades efter skolan till rörmokare och sedan tog han studenten efter ytterligare utbildning. 1967 påbörjade han sitt fysikstudium i Tübingen och ett år senare var han gäst hos partikelfysiklaboratoriet CERN i Schweiz. Messerschmid fortsatte sitt studium vid Rheinische Friedrich-Wilhelms-Universität i Bonn och fick 1972 sitt diplom.
1975 flyttade han till USA där han var anställd hos Brookhaven National Laboratory i delstaten New York. Ett år senare var han åter i Tyskland vid Albert-Ludwigs-Universität i Freiburg im Breisgau för att skriva sin doktorsavhandling. Han tog doktorsexamen samma år och var sedan anställd i Hamburg.
Messerschmid var redan nominerad för Västtysklands första rymdresa men uppdraget gick till Ulf Merbold. 1977 började Messerschmid vid ett institut som senare blev Tyska centret för luft- och rymdfart (DLR). När ESA fick möjlighet att testa rymdlaboratoriet Spacelab en andra gång fick Messerschmid en förfrågning om han fortfarande var intresserade. Han tackade ja och blev uttagen till flyget tillsammans med Reinhard Furrer.
Själva flyget (STS-61-A) genomfördes i oktober/november 1985.
Sedan rymdfärden har Messerschmid olika uppdrag som lärare och forskare vid universiteten i Tyskland och andra europeiska stater.

## Verk (urval)
- Ernst Messerschmid, Stefanos Fasoulas: Raumfahrtsysteme. Eine Einführung mit Übungen und Lösungen. Springer, Berlin (2005), ISBN 3-540-21037-7
- Ernst Messerschmid, Kian Yazdi, Johannes Uhl: Space Station Design Workshop 2002. Interdisciplinary Student Education. ESA Publication SP-1267, European Space Agency, Paris (Februar 2003)
- Ernst Messerschmid, Reinhold Bertrand: Space Stations. Systems and Utilization. Springer, Berlin (1999), ISBN 3-540-65464-X
- Ernst Messerschmid, Reinhold Bertrand, Frank Pohlemann: Raumstationen. Systeme und Nutzung. Springer, Berlin (1997), ISBN 3-540-60992-X
- Ernst Messerschmid, Reinhold Bertrand: MELISSA. Eine LabVIEW-basierte Umgebung zur Simulation von Lebenserhaltungssystemen. In: Jamal Rahman, Hans Jaschinski (Hrsg.): Virtuelle Instrumente in der Praxis. Begleitband zum Kongress VIP 97. Hüthig, Heidelberg (1997), ISBN 3-7785-2667-7
- Ernst Messerschmid, Berndt Feuerbacher: Vom All in den Alltag. Der Weltraum - Labor und Marktplatz. Motorbuch, Stuttgart (2007), ISBN 978-3-613-02785-5